# Казе Черони (Л'Аквила)
Казе Черони (итал. Case Cerroni) је насеље у Италији у округу Л'Аквила, региону Абруцо.
Према процени из 2011. у насељу је живело 50 становника. Насеље се налази на надморској висини од 589 м.